# بليك كالدويل
بليك كالدويل (بالإنجليزية: Blake Caldwell)‏ هو دراج أمريكي، ولد في 27 مارس 1984 في بولدر في الولايات المتحدة.

## وصلات خارجية
- بليك كالدويل على موقع الاتحاد الدولي للدراجات (الإنجليزية)
- بليك كالدويل على موقع أرشيف الدراجات (الإنجليزية)
- بليك كالدويل على موقع إحصائيات الدراجات الإحترافية (الإنجليزية)
- بليك كالدويل على موقع نسبة الدراجات (الإنجليزية)